# Akcja „Kamień”

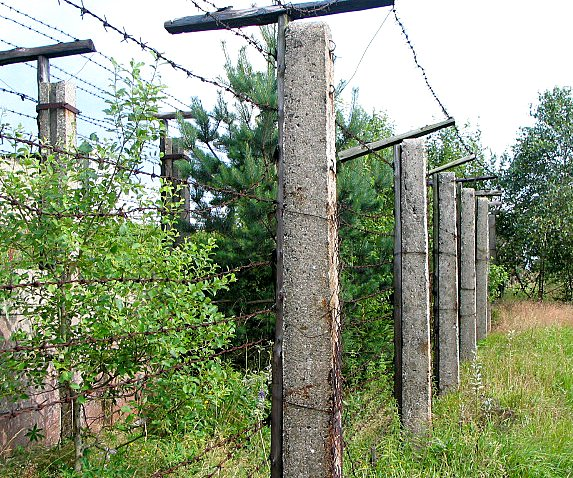
Pozostałości umocnień granicznych w pobliżu góry Dyleň.

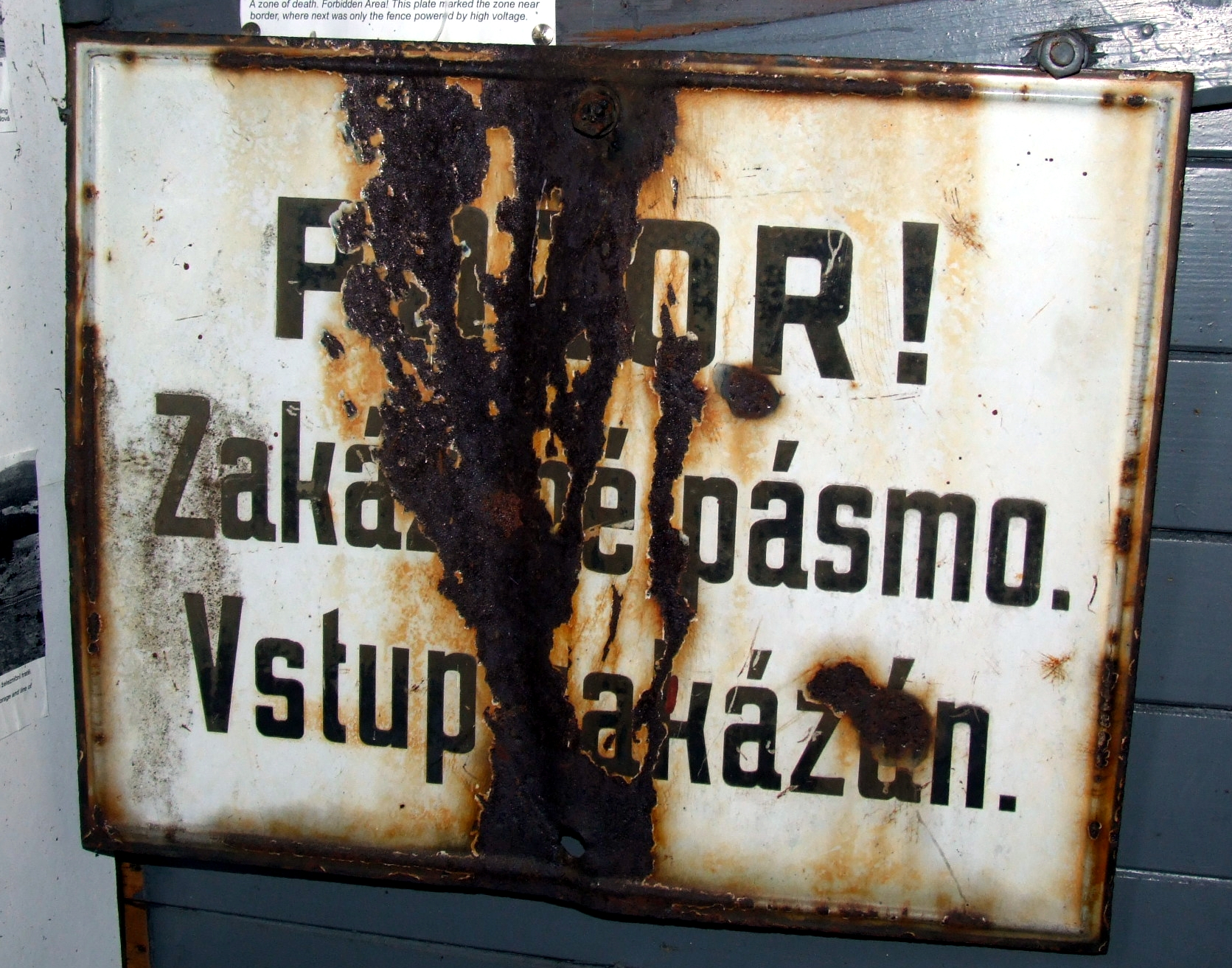
Tablica z lat 50.; za nią znajdowała się strefa śmierci z płotem pod wysokim napięciem.

Akcja „Kamień” (czes. Akce Kameny) – działania realizowane przez czechosłowacką straż graniczną (Pohraniční stráž) i służbę specjalną (Státní bezpečnost) w celu zapobiegania ucieczkom do krajów zachodnich.
Akcję rozpoczęto po przejęciu władzy przez komunistów w 1948 roku. Zaprojektowano wówczas fałszywe instalacje graniczne, które ustawiono na przedpolach rzeczywistej granicy z Niemcami Zachodnimi, m.in. w okolicach Mariańskich Łaźni, Domažlic i Všerub.
Po przejściu fikcyjnej granicy na uciekinierów oczekiwali funkcjonariusze czechosłowackich służb bezpieczeństwa przebrani w mundury zachodnioniemieckich pograniczników. Uciekinier był przewożony do osoby podającej się za przedstawiciela CIA, który podawał w whisky środki chemiczne ułatwiające przesłuchanie. W toku przesłuchania uzyskiwano informacje o antykomunistycznej działalności schwytanego i zaangażowaniu w nią innych osób. Dzięki temu systemowi czechosłowackie służby miały możliwość aresztowania kolejnych przeciwników politycznych. Całkowita liczba osób aresztowanych w ramach akcji „Kamień” nie jest znana ze względu na skąpość zachowanych źródeł oraz niechęć świadków do dzielenia się wspomnieniami.
Pomimo utajnienia operacji informacje o utworzeniu fałszywych instalacji granicznych przedostały się do opinii publicznej i w 1951 roku całe przedsięwzięcie zawieszono.